# Сан-Жералду-ду-Байшиу
Сан-Жералду-ду-Байшиу (порт. São Geraldo do Baixio) — муниципалитет в Бразилии, входит в штат Минас-Жерайс. Составная часть мезорегиона Вали-ду-Риу-Доси. Входит в экономико-статистический микрорегион Говернадор-Валадарис. Население составляет 2869 человек на 2006 год. Занимает площадь 280,010 км². Плотность населения — 10,2 чел./км².

## Статистика
- Валовой внутренний продукт на 2003 год составляет 8 663 782,00 реалов (данные: Бразильский институт географии и статистики).
- Валовой внутренний продукт на душу населения на 2003 год составляет 3021,90 реалов (данные: Бразильский институт географии и статистики).
- Индекс развития человеческого потенциала на 2000 год составляет 0,695 (данные: Программа развития ООН).